# MI-5 Infiltration
Pour plus de détails, voir Fiche technique et Distribution.
MI-5 Infiltration (Spooks: The Greater Good) est un film britannique réalisé par Bharat Nalluri, sorti en 2015 qui fait suite à la série MI-5 (Spooks).

## Synopsis
Lors d'un transfert à la CIA du leader terroriste américano-pakistanais Adem Qasim, celui-ci réussit à prendre la fuite. Le patron de l’unité antiterroriste du MI-5 Harry Pearce, considéré comme responsable, disparaît. Will Holloway, ancien du MI-5, est chargé d’élucider les circonstances de cette évasion et retrouver Harry Pearce. Ce dernier révèle à Will qu'un traître a organisé l'évasion de Qasim pour discréditer le MI-5. Sans savoir à qui faire confiance, Pearce et Holloway vont devoir opérer seuls dans l'ombre pour traquer et neutraliser le terroriste et le traître.

## Fiche technique
Sauf indication contraire, les informations mentionnées dans cette section peuvent être confirmées par la base de données cinématographiques IMDb,  présente dans la section « Liens externes ».
- Titre original : Spooks: The Greater Good
- Titre français : MI-5 Infiltration
- Réalisation : Bharat Nalluri
- Scénario : Jonathan Brackley, Sam Vincent et David Wolstencroft
- Direction artistique : Andrew Munro, Karl Probert et Justin Warburton-Brown
- Décors : Liz Griffiths
- Costumes : Colleen Kelsall
- Photographie : Hubert Taczanowski
- Montage : Jamie Pearson
- Musique : Dominic Lewis
- Casting : Reg Poerscout-Edgerton
- Production : Jane Featherstone, Stephen Garrett et Ollie Madden ; Jane Hooks et Robert Norris (coproduction) ; Simon Bowles
- Production exécutive : Richard Holmes
- Sociétés de production : Shine Pictures, Kudos Film and Television (en), Pinewood Pictures, Creative England, Isle of Man Film (en) et Shotz Fiction Film
- Société de distribution : 20th Century Fox
- Pays d'origine :  Royaume-Uni
- Langue originale : anglais
- Format : couleur
- Durée : 104 minutes
- Dates de sortie :
  -  Royaume-Uni : 8 mai 2015
  -  France : 18 septembre 2015 (proposé sur e-cinéma) ; 6 janvier 2016 (sorti directement en DVD)

## Distribution

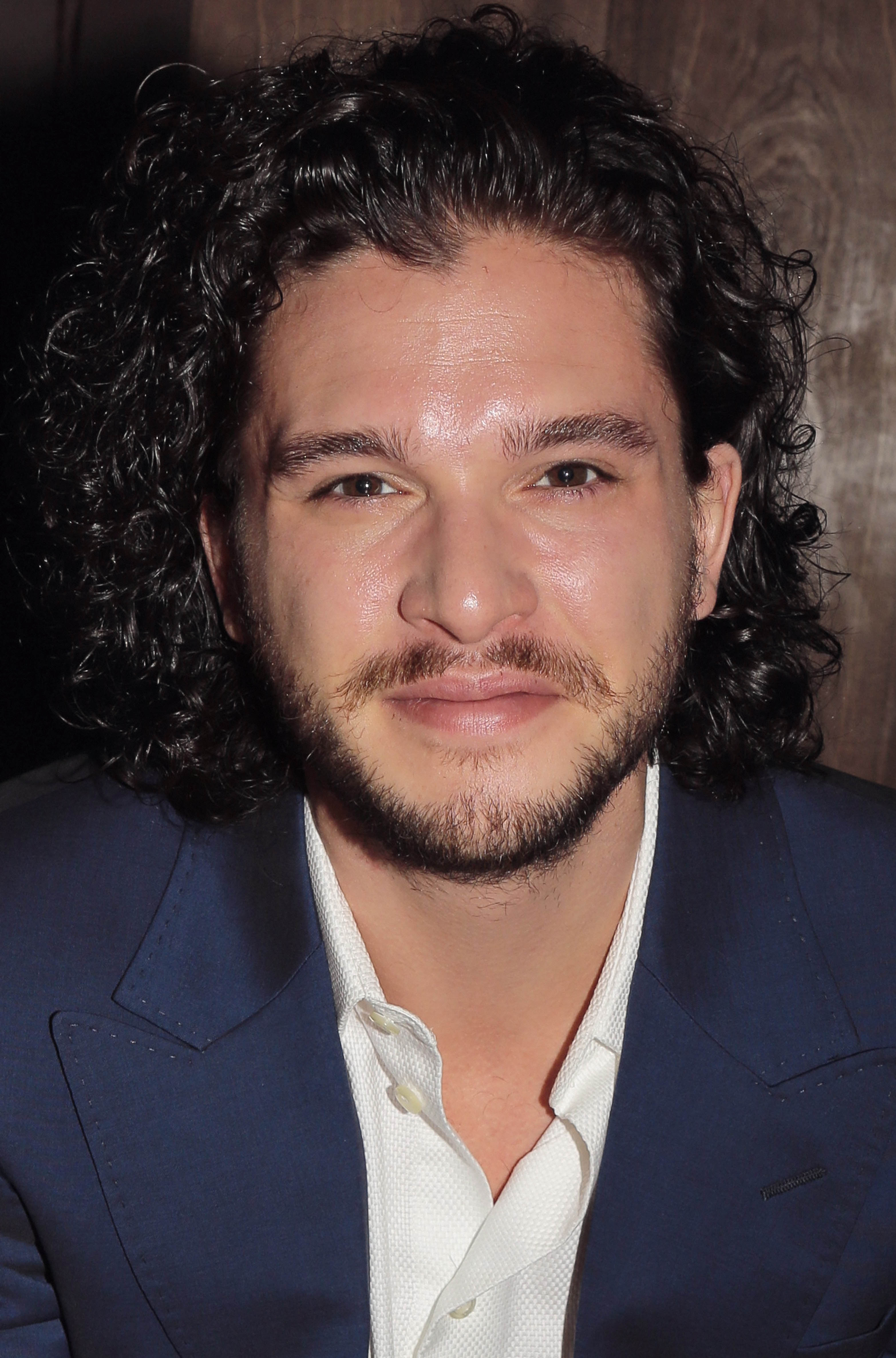
L'acteur principal Kit Harington, l'année de tournage du film.

- Kit Harington (VF : Benjamin Penamaria) : Will Holloway, agent réintégré du MI-5[1]
- Peter Firth (VF : Vincent Grass) : Sir Harry Pearce, chef de la division antiterroriste du MI-5[2]
- Jennifer Ehle (VF : Anne Rondeleux) : Geraldine Maltby, directrice générale adjointe du MI-5[1]
- Elyes Gabel (VF : Damien Ferrette) : Adem Qasim, chef terroriste [3]
- Tuppence Middleton (VF : Olivia Luccioni) : June Keaton, agent du MI-5
- Lara Pulver : Erin Watts, ancienne cheffe de la section D du MI-5[4]
- Tim McInnerny (VF : Patrice Dozier) : Sir Oliver Mace, directeur général du MI-5[4]
- David Harewood (VF : Daniel Lobé) : Francis Warrender, président du Joint Intelligence Committee
- Eleanor Matsuura : Hannah Santo, agent du MI-5
- Elliot Levey (en) (VF : Benoît Berthon) : Emerson, chef de la division du contre-espionnage du MI-5
- Michael Wildman : Robert Vass, agent du MI-5
- Cosmo Jarvis : Dani Tasuev, agent du FSB à Berlin
- Geoffrey Stratfeild (VF : Françoua Garrigues) : Calum Reed
- Hugh Simon (en) : Malcolm Wynn-Jones, analyste du MI-5 à la retraite[5]

 Source et légende : version française (VF) sur RS Doublage et selon le carton du doublage français.